# 维尔吉利奥·曼泰加扎
维尔吉利奥·曼泰加扎（義大利語：Virgilio Mantegazza，1889年1月30日—1928年7月3日），意大利前男子击剑运动员。他曾代表意大利参加1924年夏季奥林匹克运动会击剑比赛，结果获得男子团体重剑铜牌。